# 克拉拉克 (上比利牛斯省)
克拉拉克（法語：Clarac，法語發音：[klaʁak]）是法国上比利牛斯省的一个市镇，属于塔布区。

## 地理
克拉拉克（43°13'19"N, 0°14'44"E）面积6.36 平方千米，位于法国奧克西塔尼大區上比利牛斯省，该省份为法国西南部内陆省份，北至热尔省，西接大西洋比利牛斯省，南与西班牙接壤，东临上加龙省。
与克拉拉克接壤的市镇（或旧市镇、城区）包括：穆莱杜、博尔德、佩罗布、桑佐、拉巴特里维耶尔。

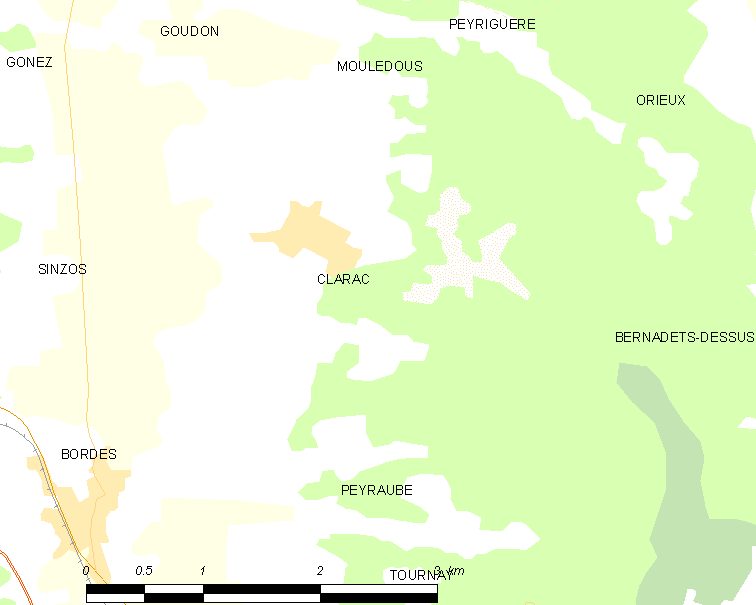
的OSM定位图

克拉拉克的时区为UTC+01:00、UTC+02:00（夏令时）。

## 行政
克拉拉克的邮政编码为65190，INSEE市镇编码为65149。

## 政治
克拉拉克所属的省级选区为阿罗斯河与巴伊斯河谷县。

## 人口

1962-2008年间人口变化图示

克拉拉克于2022年1月1日时的人口数量为162人。